# سیارک ۲۱۵
سیارک ۲۱۵ (به انگلیسی: 215 Oenone) دویست و پانزدهمین سیارک کشف شده‌است که در ۷ آوریل ۱۸۸۰ و در برلین کشف شد.
قدر مطلق سیارک برابر ۹٫۵۹ است.